# Nöbeling-Raum
Der Nöbeling-Raum ist eine Konstruktion aus dem mathematischen Teilgebiet der Topologie. Er ist der universelle separable metrische Raum.
Er ist nach Georg Nöbeling benannt.

## Konstruktion
Der m-dimensionale Nöbeling-Raum {\displaystyle {\mathcal {R}}_{m}^{2m+1}\subset \mathbb {R} ^{2m+1}} ist die Menge aller Punkte mit höchstens {\displaystyle m} rationalen Koordinaten:
{\displaystyle {\mathcal {R}}_{m}^{2m+1}:=\left\{(x_{1},x_{2},\ldots ,x_{2m+1})\in \mathbb {R} ^{2m+1}\colon {\text{Es gibt }}\ 1\leq i_{1}<i_{2}<\ldots <i_{m+1}\leq 2m+1\ {\text{ mit }}x_{i_{1}},x_{i_{2}},\ldots ,x_{i_{m+1}}\not \in \mathbb {Q} \right\}}.

## Universalität
Der m-dimensionale Nöbeling-Raum ist der universelle m-dimensionale separable metrische Raum, d. h. jeder m-dimensionale separable metrische Raum lässt sich in {\displaystyle {\mathcal {R}}_{m}^{2m+1}} einbetten.

## Eigenschaften
Der m-dimensionale Nöbeling-Raum ist (m-1)-zusammenhängend und (m-1)-lokal zusammenhängend. Das bedeutet
- {\displaystyle \pi _{i}({\mathcal {R}}_{m}^{2m+1})=0} für {\displaystyle i\leq m-1}, und
- für jede Umgebung {\displaystyle U} eines Punktes {\displaystyle x\in {\mathcal {R}}_{m}^{2m+1}} gibt es eine Umgebung {\displaystyle x\in V\subset U} mit {\displaystyle \pi _{i}(V)=0} für {\displaystyle i\leq m-1}.

## Starrheit
Jeder m-dimensionale zusammenhängende Raum, der lokal zu {\displaystyle {\mathcal {R}}_{m}^{2m+1}} homöomorph ist (d. h. zu jedem Punkt gibt es eine zu einer offenen Teilmenge von {\displaystyle {\mathcal {R}}_{m}^{2m+1}} homöomorphe Umgebung), ist bereits zu {\displaystyle {\mathcal {R}}_{m}^{2m+1}} homöomorph.

## Charakterisierung
Ein topologischer Raum X ist zum m-dimensionalen Nöbeling-Raum homöomorph, wenn er die folgenden Eigenschaften besitzt:
- X ist separabel.
- X hat eine vollständige Metrik.
- X ist m-dimensional.
- X ist (m-1)-zusammenhängend.
- X ist (m-1)-lokal zusammenhängend.
- X erfüllt die Lokalendliche-m-Scheiben-Eigenschaft, d. h. zu jeder offenen Überdeckung {\displaystyle X=\cup U_{i}} und jeder Folge {\displaystyle f_{n}\colon D^{m}\to X} gibt es eine Folge {\displaystyle g_{n}\colon D^{m}\to X}, so dass es zu jedem {\displaystyle x\in X} eine Umgebung {\displaystyle U_{i}} mit {\displaystyle U_{i}\cap g_{n}(D^{m})=\emptyset } für fast alle {\displaystyle n} gibt und dass es zu jedem {\displaystyle t\in D^{m}} ein {\displaystyle U_{i}} mit {\displaystyle f_{n}(t)\in U_{i},g_{n}(t)\in U_{i}} gibt.